# 菊地真美
菊地 真美（きくち まみ、女性）は、日本のニュースキャスター、ヴォーカリスト。

## 略歴
武蔵野音楽大学にてヴァイオリン、ピアノを学び、後にヴォーカリストとして世に出る。
音楽の勉強のため、アメリカに渡り、リポーターや取材の仕事に出会いメディア関連の仕事の面白さに惹かれる。
帰国後ニュースキャスターとしてデビュー。

## ディスコグラフィ

### シングル
1. モーニング・デュー（1982年）

### アルバム
1. 縞馬に乗ったセクレタリー〔グレイ・スカイズ〕（1982年4月1日）
2. モーニング・デュー

## 参加作品
1. ごはんができたよ
2. めいわく団地